# Gornji Dabar
Gornji Dabar (szerbül: Горњи Дабар) szerb falu Bosznia-Hercegovinában, a Bosznia-hercegovinai Föderáció Una-Szanai kantonjában, Sanski Most községben.

## Fekvése
Bosznia-Hercegovina északnyugati részén, Bihácstól légvonalban 59, közúton 93 km-re keletre, Sanski Most központjától légvonalban 4, közúton 10 km-re délnyugatra, a Dabar-folyó forrásvidékétől északra elterülő dombvidéken fekszik. Házai szétszórtan, házcsoportokban találhatók a dombok között. A Dabar-folyó egy halban gazdag, bővizű, 3,5 km hosszú vízfolyás, mely közvetlenül a Dabari-barlang mellett fakad, útjának nagyrészén egy szurdokvölgyön folyik át, és Klijevac falu közelében ömlik a Szanába.

## Népessége
| Nemzetiségi csoport | Népesség 1991 | Népesség 2013 |
| ------------------- | ------------- | ------------- |
| Szerb               | 565           | 48            |
| Bosnyák             | 0             | 0             |
| Horvát              | 1             | 0             |
| Jugoszláv           | 0             | 0             |
| Egyéb               | 4             | 0             |
| Összesen            | 569           | 48            |

## Története
A középkori Mren megye a Szana-folyótól nyugatra, a folyó körüli területet fedte le, nevét a Mren-patakról kapta, amelynek ma Dabar neve. Benedikt Kuripešić az „Úti leírás Bosznián, Szerbián, Bulgárián és Rumélián keresztül” (Putopisu kroz Bosnu, Srbiju, Bugarsku i Rumeliju) című, 1530-ban kiadott művében írja le utazását Lajbachból (Ljubljana) Novo Mesto majd Kladuša, Krupa és Kamengrad várain keresztül. 1530. augusztus 30-án azt írja, hogy Kamengradból indult és „egy gyönyörű mezőn ment át, majd lement a Mren nevű vízhez, átkelt egy hídon és egy másik, Sanitza nevű vízhez érkezett. Ott egy kis dombon két elhagyatott romot látott: „Klanenatz” és „Lisconatz” romjait. Leírja a felettük, a Szana-folyó bal oldalán emelkedő, hosszú és sziklás dombot, melyet „Klemenatz”nak nevez. A domb alatt van egy falu, majd keletre két elhagyatott vár, „Szekollour” és „Gurseu”. Ez a Kuripešić által közölt információ a Mren folyóról, egyértelműen megerősíti, hogy a mai Dabar-folyó azonos a középkori „Mrin” (Mren) folyóval, mert a Kamengradból a Szanica felé vezető úton nincs más nagyobb vízfolyás, mint a Dabar.
Az Oszmán Birodalom 1463-ban hódította meg ezt a vidéket. Dabar falut egy 1783-ban kelt török dokumentumban említik. A törökök egy ún. csardakot, egy fából épített őrtornyot építettek ide, mely többször leégett, de a bég mindig újjáépítette. Az 1875/78-as felkelés idején is leégett, és ugyancsak leégett az 1917/18-as években az ún. „zöld káderek” elleni harcok alatt. Az épület alapjainak maradványai még ma is kivehetők, a csardak melletti kútrendszer pedig ma is használatos.
A törökellenes felkelés idején a török egységek gyakran hatoltak be a Grmeč-hegység falvaiba, sőt magába a Grmeč-hegységbe is, és egy alkalommal egy tábort is megtámadtak az erdőben. A szájhagyomány szerint több mint 200 paraszt vett részt Szana régióból ebben a felkelésben. Ismeretes, hogy létezett egy Dabar-Eminov nevű felkelő egység is, amelyben a dabariaknak megvolt a saját szakasza. A dabari szakasz vezetői Jovo Milivojša, egy Zovikának hívott férfi, és egy bizonyos Pašajlija volt, akinek a rendes nevét már elfelejtették. Eminov a mai Milanovac falu volt, amelynek 24 parasztja vett részt a harcokban.
1878-ben a település az Osztrák-Magyar Monarchia része lett. Az első osztrák-magyar népszámlálás során Dabaron 874 lakost számláltak, akik mind ortodox szerbek voltak. 1895-ben Dabar falu településrészei Brajić Tavan, Brankovići, Crna Voda, Crnomarkovići, Do, Ilići, Kondići, Mlilinkovići, Miljuši, Mrežnica, Popovića Brdo, Rujan, Varoš és Vokići voltak. 1910-ben Dabar község 1824 lakossal rendelkezett. 1921-ben 1771 lakosa volt. 1930-ban Dabar egyike volt Szana megye nyolc községének, de nem sokkal ezután a közigazgatási átszervezés során megszűnt önálló község lenni. A dabari elemi iskola építése 1907-ben kezdődött, de a munkálatok 1914-ben abbamaradtak és csak 1918-ban nyíilt meg az intézmény. A helyi földműves szövetkezet 1922. július 7-én alakult meg és egészen a német invázióig, 1941-ig működött. 1941-ben Dabar azok közé a falvak közé tartozott, ahol csak szerbek éltek.

## Nevezetességei
- Dabar fő nevezetessége a Dabari-barlang (Dabarska pećina) a Dabar folyó forrásánál, a mai Donji Dabar területén található.

- Dabar falu Szent Márk evangélista tiszteletére szentelt ortodox temploma ugyancsak Donji Dabaron áll.